# Jules Greindl

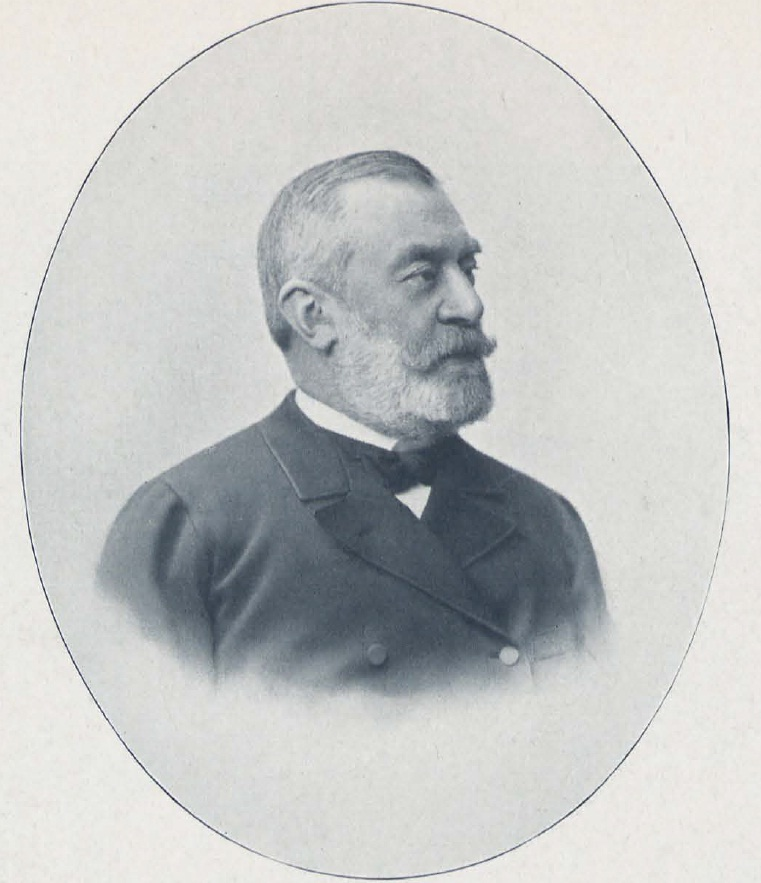
Foto van Jules Greindl uit 1901

Jules Xavier Charles Joseph Léonard graaf Greindl (Bergen, 7 september 1835 – Vorst, 30 juli 1917) was een Belgisch diplomaat en minister van Staat.

## Biografie
Jules Greindl was de zoon van luitenant-generaal baron Léonard Greindl en was een jeugdvriend van kroonprins en latere koning Leopold II. Wegens zijn goede talenkennis stimuleerde kroonprins Leopold Jules Greindl om in de diplomatie te gaan. Hij werd in 1857 doctor in de rechten en slaagde onmiddellijk daarna in zijn diplomatenexamen.
Reeds tijdens zijn studies was Greindl verbonden aan het ministerie van Buitenlandse Zaken. In 1858 werd Greindl secretaris op de Belgische ambassade van Italië in Rome. Het jaar nadien verhuisde hij naar Constantinopel om nog een jaar later naar Parijs te verhuizen. In 1862 werd hij secretaris in Sint-Petersburg om in 1864 deze functie op te nemen in Zwitserland.
Kroonprins Leopold was onder de indruk van de capaciteiten van Jules Greindl. Toen Leopold koning werd, benoemde hij Greindl al snel tot buitengewoon gezant en gevolmachtigd minister in Zwitserland. Greindl was op dat ogenblijk nauwelijks 30 jaar. Daarna vervulde Greindl achtereenvolgens dezelfde functie in Griekenland en Turkije (1867-1870), bij de Duitse Bond (1870-1872) en in Spanje (1872-1876) waar op dat moment de Tweede Carlistenoorlog woedde. Leopold II had Greindl de opdracht gegeven de mogelijkheden te bekijken om de Filipijnen over te kopen van Spanje en aan te hechten bij België. Dit mislukte echter en Leopold II riep hem terug om secretaris-generaal te worden van de Association Internationale Africaine (AIA), een organisatie die op de Geografische conferentie van Brussel in 1876 was opgericht met ogenschijnlijk humanitaire doelstellingen, hoewel initiatiefnemer Leopold van bij de start de kolonisatie van de latere Onafhankelijke Congostaat beoogde. In januari 1878 reisde Greindl met Henry Shelton Sanford naar Marseille om de uit Afrika terugkerende Henry Morton Stanley ervan te overtuigen voor de AIA te werken. Stanley zou effectief Congo in bezit nemen voor het Comité d'études du Haut-Congo.
Greindl voelde zich niet gelukkig met de kolonisatiedrang van Leopold en vroeg de koning om zijn diplomatieke loopbaan te mogen verderzetten. In 1879 werd hij opnieuw buitengewoon gezant en gevolmachtigd minister in Mexico (1879-1880), een land waarmee de relaties waren verbroken na de mislukking van het keizerrijk en de terugkeer van Charlotte van België. Op zijn volgende post in Portugal (1881-1888) werd Greindl opnieuw geconfronteerd met de Afrikaanse ambities van Leopold. Hij hield de vorst op de hoogte van de Portugees-Britse verstandhouding over het Congo-estuarium. Deze kwestie hield de Europese grootmachten in de ban en leidde in 1884-1885 tot de Koloniale Conferentie van Berlijn, waaraan Greindl deelnam. In 1888 werd hij gevolmachtigd minister in het Duitse Keizerrijk. Deze laatste post was Greindls meest belangrijke, hij vervulde hem ruim 24 jaar tot 1912. In zijn voorlaatste jaar waarschuwde Greindl, die steeds een pro-Duitse politiek had bepleit, voor mogelijk oorlogsgevaar vanuit Duitsland. Hij schreef hierover een nota die in 1913 als basis gebruikt werd voor de invoering van de wet op de algemene dienstplicht. Tijdens de Eerste Wereldoorlog was hij zwaar ontgoocheld door de Duitse manipulatie van parlementaire archieven, die tot doel had hem en andere pro-Duitse stemmen in België te discrediteren. In bezet België was hij gescheiden van zijn twee zonen die aan het front vochten.

## Titels en onderscheidingen
In 1907 werd Jules Greindl door koning Leopold II benoemd tot minister van Staat. In 1910 kreeg hij het Grootlint in de Leopoldsorde en op 24 mei 1912 ontving hij de Orde van Verdienste van de Pruisische Kroon. Bij zijn afscheid van de diplomatie in datzelfde jaar kreeg baron Jules Greindl de titel van graaf.

## Greindl als beeldhouwer
Greindl was tevens beeldhouwer. Zo stond een van zijn werken op de Algemene Tentoonstelling van Schone Kunsten te Brussel in 1878. Hij maakte busten van verschillende familieleden en bleef het beeldhouwen uitoefenen tot hij in 1888 benoemd werd in het Duitse Keizerrijk.